# Barak Sopé
Barak Tame Sopé Mautamata (ur. 1951 w Port Vila) – vanuacki polityk, premier kraju od 25 listopada 1999 do 13 kwietnia 2001 roku, lider Melanezyjskiej Partii Postępu.
Odwołany z funkcji premiera został oskarżony o malwersacje finansowe na wielką skalę, w wyniku których państwo Vanuatu straciło kilka milionów dolarów amerykańskich. Równocześnie skazany został na 3 lata więzienia w innym, toczącym się równolegle procesie. Objęty prawem łaski w 2003 roku (przy sprzeciwie Australii i Nowej Zelandii) powrócił do polityki zostając ministrem spraw zagranicznych w rządzie Serge Vohora, a następnie ministrem rolnictwa, środowiska oraz rybołówstwa w rządzie Hama Lini.